# La Dolorosa (Cristóbal de Villalpando)
La Dolorosa es una obra de Cristóbal de Villalpando pintada probablemente entre 1680 y 1689 y que se conserva en el Museo Soumaya de la Ciudad de México. 

## Contexto
Villalpando tuvo una primera etapa formativa en el que es notoria la influencia de Baltasar de Echave Rioja y Pedro Ramírez, y su conocimiento se nutre principalmente de los núcleos pictóricos de la Ciudad de México y de Puebla, por lo que su estilo barroco prolongará dicha tradición pictórica en los años subsecuentes a la década de 1680. De Echave tomará el recurso del uso de la luz contrastada, en tanto de Ramírez dará presencia física a través del dibujo y los trazos anatómicos. El uso de claroscuros acentuados manifiesta el aprendizaje de Villalpando en recursos de herencia hispana, principalmente de Zurbarán y Rubens.
Villalpando hizo un uso cuidado de sus composiciones mediante el trazo y el uso de la luz para desarrollar la acción tratada en sus obras. En el caso de esta obra, el grupo de ángeles detrás de María tiene mayor dinamismo que contrasta con el estatismo del personaje principal, situado al centro y que gracias a un dibujo más clasicista y preciso acentúa su presencia dentro de la obra. El recurso de usar un "hemiciclo de ángeles" parece no ser sólo un recurso escenográfico y decorativo, sino una constante en la forma en la que Villalpando creó tanto esta obra como en otras del mismo tema.
En cuanto al tema representado, a partir del siglo XVII el culto a los dolores de María se incrementó y se arraigaría profundamente en la sociedad novohispana y en la mexicana, posteriormente. Prueba de ello son los innumerables escritos panegíricos sobre dicho tema o los cultos particulares de esta devoción mariana en Acatzingo, Puebla y la Virgen de los Dolores en Oaxaca. Dado que la promoción de esta advocación la realizarían todas las órdenes religiosas en la Nueva España, la producción de obras con la Dolorosa fue muy considerable
Esta obra de Villalpando fue de la colección del doctor José Luis Pérez de Salazar y en fecha desconocida pasó a ser parte de la colección del Museo Soumaya. Tuvo una restauración en 1995 a cargo de Javier Padilla Leiner. Existen tres obras de Villalpando con la misma iconografía en el Museo Nacional del Virreinato, la Iglesia de Nuestra Señora del Carmen en Guadalajara y la colección particular de Manuel Barbachano.

## Descripción
Esta obra representa la advocación mariana de la Virgen de los Dolores y concretamente, sus  de Cristo. Además, un ángel sostiene un espejo que refleja el dolor de María en el mundo y tiene escrito inversamente un fragmento del Stabat mater de Jacopone da Todi.
Tiene la firma de su autor como "Villalpando" en la esquina inferior izquierda.